# Tired of Being Alone
Tired of Being Alone est une chanson du chanteur américain Al Green incluse dans son album Al Green Gets Next to You sorti sous le label Hi Records en 1971.
Publiée en single (sous le label Hi Records) en juillet 1971, elle a atteint la 11e place du Hot 100 du magazine musical américain Billboard, passant en tout 19 semaines dans le chart.
En 2004, Rolling Stone a classé cette chanson, dans la version originale d'Al Green, 293e sur la liste des « 500 plus grandes chansons de tous les temps ». (En 2010, le magazine rock américain a mis à jour sa liste, maintenant la chanson est 299e.)

## Composition
La chanson a été écrite par Al Green lui-même. L'enregistrement a été produit par Willie Mitchell et Al Green.

## Version des Talking Heads
Le groupe Texas ont repris cette chanson en 1992. (La chanson a été publiée en single en 1992 et est beaucoup plus tard apparue dans l'édition anglaise de leur album de plus grands succès The Greatest Hits sorti en 2001.)